# Newtons tredje lov
Newtons tredje lov (N3) er den sidste af de tre kendte love sir Isaac Newton fremsatte, som har haft decideret betydning for fysikken, nærmere bestemt mekanikken. Derudover har han dog haft stor betydning for matematikken og også yderligere for fysikken ved sin gravitationslov.
Denne lov kaldes også loven om "aktion lig reaktion", og det er simpelt sagt også hvad den handler om.
Lidt mere videnskabeligt, og lidt mere fyldestgørende siger loven helt præcist:
"Et legeme der påvirker et andet legeme med en kraft, vil blive påvirket med en lige stor modsat rettet kraft."
Eller skrevet matematisk:
{\displaystyle {\vec {F_{ab}}}=-{\vec {F_{ba}}}}
Samtidigt er brud med denne lov også en umulighed. Det betyder for eksempel at det ikke er muligt at lave fremdrift på et sejlskib ved at puste på sejlet. For at tage et mere kendt eksempel, er det altså også N3 der gør det umuligt at vende på sin hest midt i et spring, som den kendte Baron von Münchhausen hævdede, at han gjorde, hvorefter han angiveligt hev sig selv op i håret.